# Doraemon: Boku no umareta hi
Doraemon: Boku no umareta hi (ぼくの生まれた日? lett. "Doraemon - Il giorno in cui sono nato") è un cortometraggio del 2002 appartenente alla saga di Doraemon, inedito in Italia.

## Trama
Dopo aver subito l'ennesimo rimprovero da parte dei genitori, Nobita inizia a sospettare che questi ultimi non siano veramente suo padre e sua madre. Insieme a Doraemon, decide di tornare indietro nel tempo fino al giorno della sua nascita, per scoprire la verità. Dopo aver visto la gioia e tutte le aspettative che avevano su di lui i genitori, da un lato il giovane crederà di averli delusi, ma dall'altro capirà di avere una famiglia che gli vuole bene.

## Distribuzione
Il cortometraggio fu proiettato al cinema il 9 marzo 2002, insieme a Doraemon: Nobita to Robot Kingdom.
la trama del cortometraggio viene ripresa nel 2020 con Doraemon - Il film 2.